# 프로슈머
프로슈머(prosumer) 또는 생비자(生費者)는 생산자와 소비자의 역할을 동시에 하는 사람을 나타내는 말이다. 생산 소비자 또는 참여형 소비자라고도 한다.
1980년 미국 미래학자 앨빈 토플러(Alvin Tofler)가 프로슈머라는 용어를 만들었고, 당시 많은 테크놀로지 작가들이 널리 사용하였다. 기술혁신과 이용자 참여의 고조는 생산활동과 소비활동의 경계를 모호하게 해 소비자가 프로슈머가 되는 것을 의미한다.

## 어원
prosumer(프로슈머)는 'pro'ducer(생산자) 또는 'pro'fessional(전문가)과 con'sumer'(소비자)가 결합되어 만들어진 신조어이다. 한국어 단어 '생비자'(生費者)도 마찬가지로 '생'산자(生産者)와 소'비자'(掃費者)가 결합되어 만들어졌다. 프로슈머의 개념은 1972년 마셜 맥루언과 베링턴 네빗이 《현대를 이해한다》(Take Today)에서 "전기 기술의 발달로 소비자가 생산자가 될 수 있다"라는 말로 처음 등장했으나, "프로슈머"라는 단어는 prosumption에서 파생되었으며 1980년 앨빈 토플러가 《제3물결》에서 최초로 사용했다.

## 개념
디지털과 온라인 세계에서, "프로슈머"는 21세기 온라인 구매자들을 묘사하는데 사용된다. 왜냐하면 그들은 상품을 소비할 뿐만 아니라, 맞춤 핸드백, 이니셜이 있는 보석, 팀 로고가 있는 점퍼 등과 같은 그들만의 상품을 생산할 수 있기 때문이다.
생산자와 소비자가 결합되었다는 것은 소비자이기는 하지만 제품 생산에도 기여한다는 의미이며, 전문가와 소비자가 결합된 경우는 비전문가이지만 타 전문가의 분야에 기여한다는 의미이다. 프로슈머는 기존 소비자와는 달리 생산활동 일부에 직접 참여하는데, 이는 각종 셀프 서비스나, DIY(Do It Yourself) 등을 통해서 나타나고 있다. 또한 이들은 인터넷의 여러 사이트에서 자신이 새로 구매한 물건(특히 전자제품)의 장단점, 구매가격 등을 다른 사람들과 비교, 비판함으로써 제품개발과 유통과정에 직간접적으로 참여할 수 있다.
프로슈머의 등장을 촉진한 요소는 다음과 같다.
- 전체적 소득 및 여가시간의 증대
- 인터넷 등 통신 매체의 발달로 인한 정보 확보의 용이
- 전기/전자 기술의 발달로 인한 각종 장비 가격의 하락: 기존에 전문가들만 사용할 수 있었던 제품들의 보급화

재생 가능 에너지 분야에서 소비자는 잉여 연료 또는 에너지를 생산하고, 그것을 국가(또는 지방)의 배전망에 공급하는 세대 또는 조직이며, 그 이외의 경우(연료 또는 에너지 요건이 자신의 생산을 웃도는 경우)에는 그리드로부터 같은 연료 또는 에너지를 소비한다. 이것은 가정의 지붕에 설치된 PV패널에 의해서 널리 행해지고 있다. 이러한 가정은 축전지를 이용하여 자가소비 PV전력의 비율을 늘릴 수 있다(문헌 중에서는 추정치라고 한다).
또한 바이오가스를 제조하여 가스망에 공급하는 사업자가 동일한 네트워크의 가스를 사용하는 경우나 기타 장소에서 가스를 공급하는 경우도 있다. 예를 들어 Horizon 2020의 연구혁신 프로그램 중 하나인 유럽연합(EU)의 노벨 그리드 프로젝트에서는 이런 용어가 사용되고 있다.
공유경제는 개인이 소비자로서 행동할 수 있는 또 하나의 콘텍스트이다. 예를 들어 공유경제에서 개인은 프로바이더(Airbnb 호스트, Uber 드라이버 등)이며, 소비자(Airbnb 게스트, Uber 승객 등)일 수 있다. 프로슈머는 점유율 경제를 성장시키는 하나의 수단이다.
초기의 프로슈머들은 제품평가를 통해 생산과정에 의견을 반영하거나 타깃마케팅의 대상이 되는 등의 간접이고 제한적인 영향력만을 행사했다. 하지만 인터넷의 보급과 함께 이들은 보다 직접적이고 폭넓은 영향력을 행사하며 때로는 불매운동이나 사이버시위 같은 과격한 방법으로 자신들의 의견을 반영한다.
프로슈머는 소비자의 의견을 생산자에게 반영한다는 점에서 긍정적인 현상으로 평가받지만, 인터넷 매체의 특성상 허위사실을 유포하거나, 무조건적인 안티(Anti) 문화를 형성하기도 한다는 비판을 받는다.

## 기원과 발전
소비자와 생산자의 역할이 모호해진 것은 1930년대 대공황등 각종 경제위기 때 생겨난 협력적 자구운동에서 비롯됐다. 마샬 맥루한과 바링턴 네빗은 1972년 저서 테이크 투데이(Take Today)에서 전기 기술로 소비자가 생산자가 될 것이라고 제안했다. 1980년 저서 『제3의 물결』에서 미래학자 앨빈 토플러는 생산자와 소비자의 역할이 흐려지고 융합되기 시작할 것이라고 예측하면서 '프로슈머(prosumer)'라는 용어를 만들어냈다(1970년부터 저서 '미래 쇼크(future shock)'에서 기술했음에도 불구하고). 토플러는 표준화된 제품의 대량 생산이 기본적인 소비자 수요를 충족시키기 시작하면서 포화도가 높은 시장을 구상했다. 수익 증대를 지속하기 위해 기업들은 고도로 맞춤화된 제품의 대량 생산이라는 대량 맞춤화 과정을 시작했다.
그러나 높은 수준의 맞춤화에 도달하기 위해 소비자들은 특히 설계 요건을 명시하는 데 생산 과정에 참여해야 할 것이다. 어떤 의미에서, 이것은 많은 부유한 고객들이 건축가와 같은 전문가들과 수십 년 동안 해왔던 종류의 관계의 확장이나 확대에 불과하다.
토플러는 이들과 다른 많은 사상들을 21세기로 확장한 Revolutionary Wealth(2006)와 같은 최근 출판물과 함께 세계적인 규모로 본 소비자의 개념과 사실을 인식하고 평가할 수 있다. 그러나, 이러한 개념이 세계적으로 영향을 미쳐 도달하고 있는 것은, 특히 Toffler의 중국에서의 인기에 주목하는 것에 의해서 어느 정도 측정할 수 있다. 2006년 6월에 C-SPAN의 After Words 프로그램에서 뉴트 깅리치와 이들 문제 중 몇 가지를 논의했으며, Toffler는 마오쩌둥의 작품에 이어 중국에서 역대 2위의 베스트셀러라고 밝혔다.
돈 탭스코트는 1995년 저서 디지털 경제(The Digital Economy)와 2006년 저서 위키노믹스에서 이를 재소개했다. 조지 리처와 네이선 주르겐슨은 널리 인용된 기사에서 추정이 웹 2.0의 특징이라고 주장했다. 프로슈머는 임금을 받지 않고 기업에 가치를 창출한다.
토플러의 프로슈머레이션은 필립 코틀러에 의해 경제 용어로 잘 설명되고 확대되고 있어, 마케팅 담당자에게는 새로운 도전이라 생각된다. 코틀러는 사람들이 자신이 소비하는 특정 상품과 서비스를 디자인하는 데 있어 더 큰 역할을 하기를 원할 것이고, 나아가 현대 컴퓨터도 그것을 할 수 있도록 허용할 것이라고 예상했다. 그그는 또한 보다 소비적인 활동과 보다 지속가능한 라이프스타일로 이어지는 몇 가지 힘에 대해서도 말했으며, 그 주제는 2013년과 2015년에 Tomasz Szymusiak에 의해 두 개의 마케팅 서적으로 그 주제를 더욱 발전시켰다.
기술적 돌파구가 프로슈머의 발전을 가로막고 있다. 예를 들어 부가적인 제조 기술에 의해서 공동 창조는 설계, 제조 및 유통 단계와 같은 다양한 생산 단계에서 이루어진다. 또, 고객 간에도 행해져 공동 설계 커뮤니티로 연결된다. 마찬가지로 대량 주문화는 대규모 생산에서 맞춤형 상품이나 서비스의 생산과 관련되는 경우가 많다. 인스타그램, 페이스북, 트위터, 플리커 등 웹 2.0 기술이 인기를 끌면서 이 같은 참여 증가세가 번성했다.
2020년 7월, 현대 기술과 관련 참여 문화에서 파생된 "로봇 프로슈머"의 성격과 상승에 대한 학술적 설명이 발표되었는데, 이는 공상 과학 소설 작가들에 의해 실질적으로 예견된 것이었다.

## 사례와 발전
프로슈머 마케팅의 성공사례를 얘기할 때 대표적으로 등장하는 제품으로 ‘LG 초콜릿 폰’이 있다. ‘초콜릿 폰’은 특히 ‘Cyon Idea’라는 브랜드 캠페인과 연계하여 LG전자의 휴대폰 이미지를 업그레이드 시키는데 톡톡히 한 몫을 했다. LG싸이언 프로슈머의 활동은 매우 성공적이었다. 프로슈머의 참여로 개발된 ‘초콜릿폰’은 감성 강조한 심플한 디자인과 버튼을 대신하는 새로운 터치센스방식 등 프로슈머의 의견을 충분히 반영하여 제작된 제품으로 출시된 지 3개월 만에 30만대 이상이 판매될 정도로 성공하였다.
LG생활건강 한방화장품 브랜드 '후'는 '후 멤버스'클럽이라는 프로슈머 모임을 통해 탄생한 제품이다. 사회 각 분야에서 활발하게 활동하는 여성들로 구성된 '후 멤버스' 클럽은 LG생활 건강 연구원들과 만나는 자리에서 왕실에 전해져 내려오던 한약재를 활용한 궁중처 방식으로 화장품을 만들자는 아이디어를 제시했다. LG생활건강은 '후 멤버스' 클럽 외에도 프로슈머 모임인 '화장품 소비자 모니터'를 운영하였다. 20대와 30ㆍ40대 여성을 각각 10여 명씩 선발해 주 1회 새로 선보일 화장품에 대한 품평을 하고 소비자들이 느끼는 장점과 개선점 등을 함께 공유하였으며, 이 모임을 통해 LG생활건강은 매년 1개 이상 프로슈머 제품을 출시하였다.

## 같이 보기
- 롱테일
- 생산자 / 소비자
- 프로듀시지
- 생산자-소비자 문제

## 참고 자료
- The Third Wave, Alvin Toffler. ISBN 0-517-32719-8
- 제3물결, 앨빈 토플러. 한국경제신문사, ISBN 89-475-2002-0
- 제3의 물결, 앨빈 토플러. 홍신사상신서, ISBN 89-7055-149-2
- 프로슈머, 그 양날의 검[12]
- CU, '델라페 믹스 챌린지'서 프로슈머 키운다[13]